# Obwód iwanowski
Obwód iwanowski (ros. Ивановская область) – jednostka administracyjna Federacji Rosyjskiej w Centralnym Okręgu Federalnym.

## Geografia
Obwód położony jest w zachodniej części Rosji, w większości pomiędzy rzekami Wołgą i Klaźmą. Na terenie obwodu znajdują się źródła ok. 1700 cieków wodnych oraz więcej niż 150 jezior. Graniczy z obwodami jarosławskim, kostromskim, niżnonowogrodzkim i włodzimierskim.

## Podział administracyjny

### Rejony[3]
- rejon wierchniełandiechowski z centrum administracyjnym osiedle Wierchnij Łandiech;
- rejon wiczugski z centrum administracyjnym miasto Wiczuga;
- rejon gawriłowo-posadski z centrum administracyjnym miasto Gawriłow Posad;
- rejon zawołżski z centrum administracyjnym miasto Zawołżsk;
- rejon iwanowski z centrum administracyjnym miasto Iwanowo;
- rejon iljiński z centrum administracyjnym osiedle Iljinskoje-Chowanskoje
- rejon kinieszemski z centrum administracyjnym miasto Kinieszma;
- rejon komsomolski z centrum administracyjnym miasto Komsomolsk;
- rejon leżniewski z centrum administracyjnym wieś Leżniewo;
- rejon łuchski z centrum administracyjnym wieś Łuch;
- rejon palechski z centrum administracyjnym wieś Palech;
- rejon piestiakowski z centrum administracyjnym wieś Piestiaki;
- rejon priwołżski z centrum administracyjnym miasto Prowołżsk;
- rejon puczeżski z centrum administracyjnym miasto Puczeż;
- rejon rodnikowski z centrum administracyjnym miasto Rodniki;
- rejon sawiński z centrum administracyjnym wieś Sawino;
- rejon tejkowski z centrum administracyjnym miasto Tejkowo;
- rejon furmanowski z centrum administracyjnym miasto Furmanow;
- rejon szujski z centrum administracyjnym miasto Szuja;
- rejon jużski z centrum administracyjnym miasto Juża;
- rejon jurjewiecki z centrum administracyjnym miasto Jurjewiec.

## Ludność
W obwodzie mieszka 987 032 ludzi, 807 364 żyje w miastach, 179 668 na terenach wiejskich.

## Gospodarka
W obwodzie rozwinął się przemysł włókienniczy, odzieżowy oraz rzemieślniczy. W regionie wydobywa się fosforyty oraz torf. W obwodzie hoduje się bydło, trzodę chlewną, drób oraz uprawia się zboże, len, ziemniaki, warzywa, rośliny pastewne.

## Tablice rejestracyjne
Tablice pojazdów zarejestrowanych w obwodzie iwanowskim mają oznaczenie 37 w prawym górnym rogu nad flagą Rosji i literami RUS.